# Liber graduum
Il Liber graduum (in siriaco: kthāvā d-masqāthā, ܦܫܝܼܛܬܵܐ) è un importante trattato ascetico siriaco.

## Descrizione
Il Liber graduum è un testo anonimo di difficile datazione (forse risalente alla fine del IV secolo). Esse furono pubblicate nel 1926 da Mihály Kmoskó nella collana Patrologia syriaca, accompagnate da una versione latina, da indici lessicali e biblici, da un dettagliato studio introduttivo in cui l'editore affrontò problemi filologici, storici e soprattutto dottrinali, nonché da una monografia sul cosiddetto messalianismo, un movimento ereticale al quale Kmoskó ritenne di dover collegare il Liber Graduum.
Il Liber graduum è una delle prime grandi opere della letteratura ascetica cristiana in lingua siriaca, insieme alle Dimostrazioni di Afraate e alle Omelie di Efrem il Siro. Come i testi di questi due autori, riflette lo stile di vita delle comunità ascetiche premonastiche che caratterizzarono il cristianesimo siriaco prima dell'affermazione del modello di un monachesimo esemplato sul modello egiziano.
Probabilmente redatta in ambiente mesopotamico, l'opera è suddivisa in trenta memre o omelie (ܡܐܡ̈ܖܐ, mêmrê) che esaminano varie questioni legate alla vita spirituale del cristiano. La dottrina sviluppata dal testo si fonda sulla distinzione tra due categorie di fedeli: quella del giusto (ܟܐ̈ܢܐ, kênê), che corrisponde all'Adamo postlapsario, legato al peccato e alla procreazione, e quella del perfetto (ܓܡܝ̈ܖܐ, gmîrê), che corrisponde all'Adamo prelapsario, libero da ogni concupiscenza. Il perfetto rinuncia al matrimonio, alla famiglia e ai beni. L'affermazione della permanenza di una presenza demoniaca all'interno del giusto potrebbe far pensare a un'influenza messaliana. Tuttavia l'autore, lungi dal proporre un'ecclesiologia settaria, insiste sull'importanza della Chiesa "visibile" (cioè istituzionale).

## Edizione
- Mihály Kmoskó (a cura di), Liber graduum, collana Patrologia syriaca, Parigi, Firmin-Didot, 1926,  pp. 285–304, 433–444.